# Weisen
Weisen est une commune allemande de l'arrondissement de Prignitz, Land de Brandebourg.

## Géographie
Weisen se situe sur le Stepenitz.
La commune comprend le quartier de Schilde et le lotissement de Waldhaus.
|             |        | Perleberg |
| Wittenberge | Weisen |           |
| Breese      |        |           |

Weisen se trouve sur la Bundesstraße 189 et la Prignitz-Express.

## Histoire
La toponymie de Weisen vient du polabe. Weisen est mentionné pour la première fois en 1424.

## Personnalités liées à la commune
- Hans Joachim von Graevenitz (1874-1938), juriste
- Gerhard von Graevenitz (1934-1983), artiste cinétique

## Source, notes et références
- (de) Cet article est partiellement ou en totalité issu de l’article de Wikipédia en allemand intitulé « Weisen » (voir la liste des auteurs).